# Савицкий, Андрей Анатольевич
Андрей Анатольевич Савицкий (род. 26 ноября 1969) — генерал-майор Сил специальных операций Главного управления Генерального штаба Вооружённых сил Российской Федерации, активный участник первой и второй чеченских войн, военной операции России в Сирии, Герой Российской Федерации (2016).

## Биография
Андрей Анатольевич Савицкий родился в 1969 году в городе Москве. После окончания средней школы был призван на службу в Вооружённые Силы СССР. Окончил Коломенское высшее артиллерийское военное училище имени Октябрьской революции (ныне — Коломенское высшее артиллерийское командное училище), после чего служил на командных и офицерских должностях в различных войсковых частях Советской Армии, а затем Вооружённых Сил Российской Федерации.
Принимал активное участие в боевых действиях по восстановлению конституционного порядка на территории Чеченской Республики в ходе первой чеченской войны 1994—1996 годов. Когда началась вторая чеченская война, вновь участвовал в ликвидации незаконных вооружённых формирований, операциях по освобождению захваченных террористами заложников. За мужество и героизм, проявляемые в боях, он неоднократно удостаивался государственных наград - в частности, был награждён двумя орденами Мужества и медалью «За отвагу».
В последующие годы перешёл на службу в Главное разведывательное управление Генерального штаба Вооружённых сил Российской Федерации, где был зачислен в подразделения Сил специальных операций. С началом военной операции России в Сирии командировался туда, многократно участвовал в боевых действиях против террористических группировок исламских фундаменталистов, проводил специальные операции, проявляя при этом мужество и героизм. В 2016 году закрытым Указом Президента Российской Федерации полковник Андрей Анатольевич Савицкий был удостоен звания Героя Российской Федерации с вручением медали «Золотая Звезда».
В настоящее время Андрей Анатольевич Савицкий продолжает службу в Вооружённых Силах Российской Федерации, командует подразделением Сил специальных операций ГУ ГШ ВС РФ, дислоцированным в городе Кубинке Московской области (войсковая часть № 01355).
Активно занимается общественной работой по военно-патриотическому воспитанию молодёжи, принимает участие в проведении Уроков мужества в различных российских школах. Неоднократно являлся почётным гостем на различных мероприятиях, в том числе военно-спортивного и военно-патриотического толка. В составе делегации принимал участие в открытии в городе Оренбурге памятника Герою Российской Федерации старшему лейтенанту Александру Александровичу Прохоренко, погибшему при исполнении служебных обязанностей в Сирии.